# Divers & Submarines
Drivers & Submarines è il terzo album in studio del cantautore britannico Passenger, pubblicato il 30 giugno 2010.

## Tracce
Tutte le tracce sono state scritte da Mike Rosenberg.
1. Community Centre – 2:40
2. Fairtytales & Firesides – 4:02
3. Divers & Submarines – 3:34
4. Facebook – 2:59
5. House on a Hill – 3:22
6. Two Tales – 4:57
7. Intacto – 2:45
8. Brick Walls – 3:43
9. Crows in Snow – 5:29